# Gravity (canção de Luna Sea)
"Gravity" (estilizado em minúsculas como gravity) é o décimo segundo single da banda de rock japonesa Luna Sea, do álbum Lunacy, lançado em 29 de março de 2000. 
Foi o sexto single número um da banda na Oricon Singles Chart, permanecendo nas paradas por 12 semanas. Foi certificado Ouro pela RIAJ por alcançar mais de 200,000 cópias vendidas em 2000.
A canção "Gravity" é música tema do filme Another Heaven. Também foi incluída em vários álbuns de compilação da banda, como por exemplo Period -the Best Selection-, Complete Best e os lados B do single foram incluídos em Another Side of Singles II.

## Visão geral
"Gravity" é uma canção no estilo balada com ritmo de 16 batidas, composta e escrita originalmente por Inoran, com o auxílio de Ryuichi na letra. Seu videoclipe foi dirigido por Shūichi Tan, que também dirigiu o videoclipe do próximo single de Luna Sea, "Tonight".
"Inside You" é uma das duas únicas canções do Luna Sea originalmente escritas e compostas por Shinya. "My Lover" foi composta originalmente por Sugizo.
"Gravity" e "My Lover" foram apresentados pela primeira vez durante o Start Up Gig 2000, uma apresentação ao vivo da banda no Zepp Tokyo. Essas canções foram usadas no filme japonês Another Heaven, com "Gravity" sendo a música tema. As duas foram incluídas na primeira trilha sonora do filme, enquanto uma versão orquestrada de "Gravity", apresentada por Ryuichi e Sugizo, foi incluída na segunda trilha sonora como "Gravity on the Edge of the World".
Um manequim criado por computação gráfica combinando características faciais de todos os cinco membros é colocado na capa interna deste single, apelidado de "Tom", que também aparece em seu álbum Lunacy.

## Recepção e legado
"Gravity" alcançou a primeira posição nas paradas da Oricon Singles Chart, permanecendo por 12 semanas. Em 2000, foi certificado disco de ouro pela Recording Industry Association of Japan (RIAJ) por vender mais de 200,000 cópias.
A canção foi incluída no álbum de compilação da Universal The Original (2010), que reuniu canções importantes da geração dos anos 1990 do movimento visual kei. A cantora de pop rock americana Marié Digby fez um cover de "Gravity" em seu álbum de 2009 Second Home.

## Faixas
| N.º            | Título         | Letras           | Música         | Duração |  |
| 1.             | "Gravity"      | Inoran e Ryuichi | Inoran         | 5:37    |  |
| 2.             | "Inside You"   | Ryuichi          | Shinya         | 4:19    |  |
| 3.             | "My Lover"     | Ryuichi          | Sugizo         | 4:16    |  |
| Duração total: | Duração total: | Duração total:   | Duração total: | 14:13   |  |

## Ficha técnica

### Luna Sea
- Ryuichi - vocais
- Sugizo - guitarra
- Inoran - guitarra
- J - baixo
- Shinya Yamada - bateria